# Monoměsto

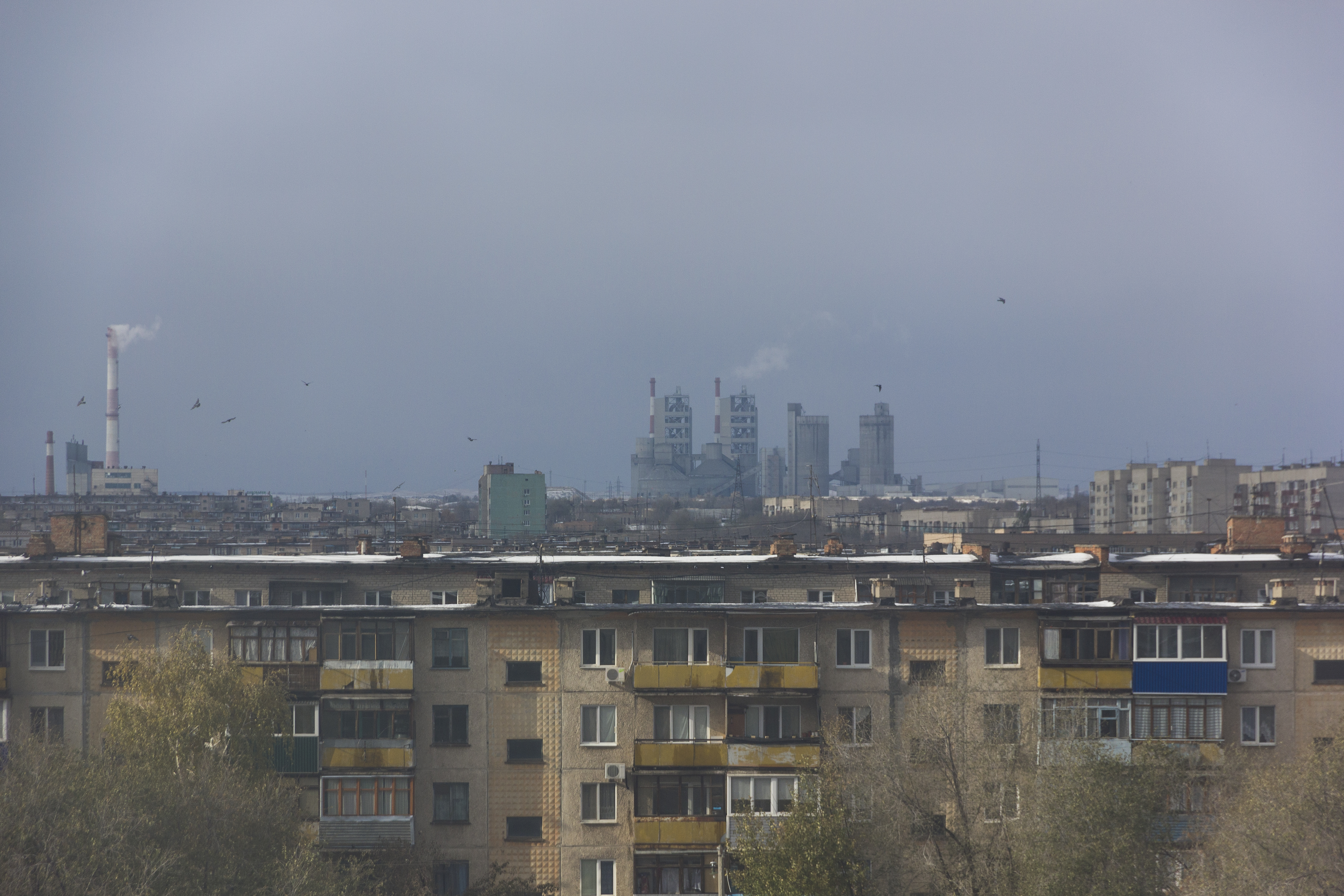
Novotroick, monoměsto v orenburské oblasti v Rusku

Monoměsto (z ruského моногород – monogorod) je město hospodářsky závislé na jediném odvětví nebo dokonce na jediné firmě, obvykle v nich pracuje většina obyvatelstva a zbytek obyvatelstva zajišťuje základní služby (školství, zdravotnictví, prodejny). Vznik těchto měst byl poměrně běžný zejména v éře a státech Rady vzájemné hospodářské pomoci, především v Sovětském svazu, kde vznikala monoměsta v rámci centrálního plánování především v oblasti těžby a zpracování surovin. Motivací byly zejmény úspory z rozsahu, ale vytváření velkých kombinátů, které soustředily v jediném městě nebo dokonce v jediné firmě navazující výrobní činnosti, mělo mít i řadu jiných kladných důsledků (úspora dopravy mezi zpracovateli, odborné školství atp.). Zvláštní případ monoměst představují uzavřená města zaměřená na strategické oblasti: vojenský průmysl, jaderný průmysl, vesmírné lety.
Po rozpadu Sovětského svazu došlo k výrazné změně hospodářských potřeb a společenským změnám, což pro řadu měst představovalo velký problém, který přetrvává i počátkem třetího tisíciletí.

## Příklady
- Pripjať/Enerhodar[2]